# تري فيوري
تري فيوري هو نادي كرة قدم في سان مارينو تأسس في 1949. يلعب في دوري سان مارينو.